# Кохання за 100 єн
«Кохання за 100 єн» (яп. 百円の恋, Hyakuen no koi) — японський спортивний драматичний фільм, знятий Масахару Таке. Світова прем'єра стрічки відбулась 25 жовтня 2014 року на міжнародному кінофестивалі у Токіо 2014, а у широкому прокаті Японії — 20 грудня 2014 року. Фільм був висунутий Японією на премію «Оскар-2016» у номінації «найкращий фільм іноземною мовою».

## Сюжет
Ітіко Сайто живе життям хікікоморі, особою, що сторониться контактів з суспільством, в будинку її батьків. Однак, коли її сестра розлучається зі своїм чоловіком і переіжджає назад до батьків, Ітіко вирішує жити самостійно через суперечки з сестрою. Вона працює у магазині, де всі товари продаються за 100 єн, але її не цікавить робота продавця. Причина в тому, що звідси у вікно їй видно спортзал, де тренуються боксери. І, зокрема, боксер Юджі. Ітіко знайомиться з Юджі і її життя кардинально змінюється, вона приводить себе у форму і сама починає займатися боксом.

## У ролях
- Сакура Андо — Ітіко Сайто
- Хірофумі Арай — Юдзі Кано
- Мійоко Інагава — Кейко
- Йодзабуро Іто — Такао
- Осаму Матсушиге — Кіноста
- Сінітіро Мацуура
- Тошие Негіши — Ікеучі
- Юкі Окіта
- Тадасі Саката — Нома
- Саорі Койде — Фуміко

## Сприйняття
Кінокритик Дерек Еллей з Film Business Asia дав фільму оцінку 7 з 10, назвавши його «чудернацькою історією про трансформацію соціального невдахи».

## Визнання
| Нагороди та номінації фільму «Кохання за 100 єн» | Нагороди та номінації фільму «Кохання за 100 єн» | Нагороди та номінації фільму «Кохання за 100 єн» | Нагороди та номінації фільму «Кохання за 100 єн» | Нагороди та номінації фільму «Кохання за 100 єн» | Нагороди та номінації фільму «Кохання за 100 єн» |
| Рік                                              | Нагорода                                         | Категорія                                        | Номінант                                         | Результат                                        |                                                  |
| ------------------------------------------------ | ------------------------------------------------ | ------------------------------------------------ | ------------------------------------------------ | ------------------------------------------------ | ------------------------------------------------ |
| 2014                                             | Міжнародний кінофестиваль у Токіо                | Найкращий японський «вибуховий» фільм            | «Кохання за 100 єн»                              | Перемога                                         |                                                  |
| 2014                                             | Пучхонський міжнародний фестиваль кінофантастики | Нагорода NETPAC за найкращий фільм               | «Кохання за 100 єн»                              | Перемога                                         |                                                  |
| 2014                                             | Премія «Блакитна стрічка»                        | Найкраща акторка                                 | Сакура Андо                                      | Перемога                                         |                                                  |